# La Taula del Bon Profit
La Taula del Bon Profit és un costum o ritual de la ciutat de Benidorm (Marina Baixa). Consisteix en una reunió de persones nascudes al municipi per a sopar i mantindre converses sobre temes culturals valencians, el darrer divendres de cada mes. Va començar el 1972, motivada per la certesa que la identitat benidormera s'estava dissolent.
La Taula del Bon Profit no és només una reunió d'amics, sinó que té la seua idiosincràsia. El lema és «entre tots ho farem tot», i és obligatori parlar en valencià. No es pot parlar de religió ni de política. En teoria, les dones no poden anar a aquestes reunions, encara que últimament hi ha més flexibilitat.
Entre les peculiaritats d'aquesta trobada està el cap de taula, una persona important de la població, i l'avisador, encarregat de convocar a la gent. El tercer dels honors és el de xarraire, és a dir, un convidat il·lustre: un historiador, poeta, lingüista, científic o personalitat amb un cert prestigi. Han sigut xarraires Manuel Sanchis Guarner, Pere Maria Orts i Bosch, Raimon, Pep el Carreró, Manuel Vicent, Eliseu Climent, Miguel Barceló, Francesc de Paula Burguera, Andreu Alfaro, Ramon Lapiedra o Rafael Alemany.
Porta 495 sopars fets, i darrerament s'ha eixamplat a tota la comarca.